# Dicallaneura longifascia
Dicallaneura longifascia is een vlindersoort uit de familie van de prachtvlinders (Riodinidae), onderfamilie Nemeobiinae.
Dicallaneura longifascia werd in 1922 beschreven door Joicey & Talbot.